# Avenida Américo Vespucio (Tucumán)
La Avenida Américo Vespucio es una avenida de San Miguel de Tucumán, Tucumán, Argentina. Se extiende desde la calle Kennedy hasta la calle Vicente Gallo. Es doble sentido en gran parte de su recorrido, excepto entre su inicio y la avenida Alem.

## Historia
La avenida fue trazada con la expansión al sur de la ciudad durante mediados del siglo XX. Paralelamente se crearon barrios como Barrio Seoc, 11 de Marzo, Ejército Argentino, Terán, entre otros, que le dieron un perfil residencial. En 2009 se realizaron obras sobre la avenida, pavimentando su tramo entre Canal Sur y avenida Alem y ensanchando los carriles. En 2014 la avenida fue extendida desde avenida Circunvalación Oeste hasta el Canal Independencia. En 2020 se amplió la avenida hasta la calle Vicente Gallo. En 2022 se propuso la construcción de un puente que atraviese el Canal Sur, de manera que conectaría los dos tramos de la arteria vehicular.

## Sitios de Interés
A lo largo de esta avenida se desarrollan varios lugares de interés y emblemáticos:
- Plaza José Sortheix
- Capilla Virgen Del Rosario De San Nicolás